# Alysheba
Alysheba, född 3 mars 1984, död 27 mars 2009, var ett engelskt fullblod, mest känd för att ha segrat i Kentucky Derby (1987), Preakness Stakes (1987) och Breeders' Cup Classic (1988). Han var även framgångsrik som avelshingst, och blev far till 11 stakesvinnare.

## Bakgrund
Alysheba var en brun hingst efter Alydar och under Bel Sheba (efter Lt. Stevens). Han föddes upp av Preston W. Madden och ägdes av Dorothy & Pamela Scharbauer. Han tränades under tävlingskarriären av Jack Van Berg.
Alysheba tävlade mellan 1986 och 1988, och sprang totalt in 6 679 242 dollar på 26 starter, varav 11 segrar, 8 andraplatser och 2 tredjeplatser. Han tog karriärens största segrar i Kentucky Derby (1987), Preakness Stakes (1987) och Breeders' Cup Classic (1988). Han segrade även i Super Derby (1987), Strub Stakes (1988), San Bernardino Handicap (1988), Santa Anita Handicap (1988), Philip H. Iselin Handicap (1988), Meadowlands Cup (1988) och Woodward Stakes (1988).

## Karriär
Alysheba inledde sin tävlingskarriär som tvååring 1986, men lyckades endast att segra i ett maidenlöp. Han slutade trea i Breeders' Cup Juvenile och kom tvåa i Hollywood Futurity på målfoto. Som treåring underpresterade han i sina förberedelselöp för Kentucky Derby tills det upptäcktes att han hade struplock. Alysheba opererades, och startade i Kentucky Derby, trots att han bara segrat i ett maidenlöp.

### Triple Crown-löpen
I Kentucky Derby reds han av jockeyn Chris McCarron. Ekipaget kolliderade i början på upploppet med Bet Twice, men lyckades återhämta sig och segra i löpet. Han lyckades även med att segra i Preakness Stakes, och försökte sedan att ta en Triple Crown i Belmont Stakes.
I Belmont Stakes tävlade Alysheba utan medicinen Lasix, vilket var förbjudet vid den tiden i New York. Han slutade fyra efter Bet Twice, som segrade med 14 längder. Alysheba startade därefter i Haskell Invitational på Monmouth Park, där han slutade tvåa på målfoto efter Bet Twice. Senare under året förlorade Alysheba mot Java Gold i Travers Stakes på Saratoga Race Course, men segrade sedan i Super Derby på Louisiana Downs, hans sista förberedelselöp för Breeders' Cup Classic (världens mest penningstinna galopplöp på den tiden).

### Breeders' Cup Classic
I Breeders' Cup Classic mötte Alysheba 1986 års Kentucky Derby-vinnare, Ferdinand, i det första mötet med Kentucky Derby-vinnare sedan Affirmed mött Spectacular Bid i 1979 års Jockey Club Gold Cup. Ferdinand, som reds av 56-åriga Willie Shoemaker, slog Alysheba på målfoto med en nos. Alysheba förlorade omröstningen om American Horse of the Year till Ferdinand, men utsågs till U.S. Champion Three-Year-Old Colt 1987.

### Fyraåringssäsongen 1988
Som fyraåring 1988 segrade Alysheba i sex grupp 1-löp, bland annat i Strub Stakes över Candi's Gold, och över Ferdinand i Santa Anita Handicap och San Bernardino Handicap.
Alysheba avslutade sin karriär på Churchill Downs där han segrade i  Breeders' Cup Classic över Seeking the Gold, Waquoit, Forty Niner och Cutlass Reality. Med segern säkrade han utmärkelserna U.S. Champion Older Male Horse (1988) och United States Horse of the Year (1988). Han blev också den första hästen att vinna tre sträckor av en fyraloppssekvens som definierades 2015 som Galoppsportens Grand Slam: Triple Crown-löpen, plus Breeders' Cup Classic, dock inte samma år. Eftersom Breeders' Cup reds för första gången efter att Affirmed tagit en Triple Crown (1978), blev det möjlligt först 1984 att ta en så kallad Grand Slam, vilket genomfördes först 2015 efter att American Pharoah vunnit Triple Crown.
Alysheba reds i 17 starter i rad av Hall of Fame-jockeyn Chris McCarron. Han avslutade sin karriär efter segern i Breeders' Cup Classic.

### Som avelshingst
Alysheba stallades upp på Lane's End Farm i Woodford County, Kentucky fram till 1999, då han såldes till ett stuteri i Saudiarabien. Han blev far till 11 stakesvinnare, varav hans mest framgångsrika avkomma var 1994 års Canadian Horse of the Year, Alywow.
I oktober 2008 skickades Alysheba tillbaka till sitt hemland av Kung Abdullah bin Abdul Aziz, som en gåva till det amerikanska folket. Efter att ha tillbringat åtta år i kungens stall, återvände Alysheba till USA för att bo på Kentucky Horse Park.
Fredagen den 27 mars 2009, klockan 23:13, avlivades Alysheba på Hagyard Equine Medical Institute. Alysheba begravdes den 28 mars i Kentucky Horse Park's Hall of Champions, mittemot John Henrys grav.

## Stamtavla
| Efter Alydar ch. 1975   | Raise A Native ch. 1961 | Native Dancer gr. 1950 | Polynesian             |
| Efter Alydar ch. 1975   | Raise A Native ch. 1961 | Native Dancer gr. 1950 | Geisha                 |
| Efter Alydar ch. 1975   | Raise A Native ch. 1961 | Raise You ch. 1946     | Case Ace               |
| Efter Alydar ch. 1975   | Raise A Native ch. 1961 | Raise You ch. 1946     | Lady Glory             |
| Efter Alydar ch. 1975   | Sweet Tooth b. 1965     | On-and-On b. 1956      | Nasrullah              |
| Efter Alydar ch. 1975   | Sweet Tooth b. 1965     | On-and-On b. 1956      | Two Lea                |
| Efter Alydar ch. 1975   | Sweet Tooth b. 1965     | Plum Cake ch. 1958     | Ponder                 |
| Efter Alydar ch. 1975   | Sweet Tooth b. 1965     | Plum Cake ch. 1958     | Real Delight           |
| Undan Bel Sheba b. 1970 | Lt. Stevens b. 1961     | Nantallah b. 1953      | Nasrullah              |
| Undan Bel Sheba b. 1970 | Lt. Stevens b. 1961     | Nantallah b. 1953      | Shimmer                |
| Undan Bel Sheba b. 1970 | Lt. Stevens b. 1961     | Rough Shod II b. 1944  | Gold Bridge            |
| Undan Bel Sheba b. 1970 | Lt. Stevens b. 1961     | Rough Shod II b. 1944  | Dalmary                |
| Undan Bel Sheba b. 1970 | Belthazar br. 1960      | War Admiral br. 1934   | Man O' War             |
| Undan Bel Sheba b. 1970 | Belthazar br. 1960      | War Admiral br. 1934   | Brushup                |
| Undan Bel Sheba b. 1970 | Belthazar br. 1960      | Blinking Owl br. 1938  | Pharamond              |
| Undan Bel Sheba b. 1970 | Belthazar br. 1960      | Blinking Owl br. 1938  | Baba Kenny (familj 20) |

Alysheba är inavlad 4x4 till Nasrullah, vilket menas att Nasrullah förekommer två gånger i den fjärde generationen i Alyshebas stamtavla.